# Microeconometría
La microeconometría es la rama de la econometría que estudia datos microeconómicos.
La microeconometría utiliza técnicas estadísticas y matemáticas para la estimación de diversos parámetros en modelos microeconómicos. Se divide en dos grandes grupos, principalmente: modelos de datos de panel y modelos de elección cualitativa (como los modelos Probit y Logit), aunque también estudia otras situaciones, como por ejemplo modelos de variables acotadas.
- Datos: Q2876077